# 1872 no Brasil
Esta é uma cronologia dos fatos acontecimentos de ano 1872 no Brasil.

## Incumbente
- Imperador – D. Pedro II (9 de abril de 1831-15 de novembro de 1889).

## Eventos
- 9 de janeiro: É assinado o tratado de paz entre o Brasil e o Paraguai dois anos após o fim da Guerra do Paraguai.
- 1 de agosto: O primeiro censo demográfico do país é realizado em território brasileiro.[1]

## Nascimentos
- 6 de janeiro: Juliano Moreira, médico (m. 1932).
- 5 de agosto: Osvaldo Cruz, cientista e médico (m. 1917).
- 7 de setembro: Carlos Magalhães de Azeredo, diplomata e escritor (m. 1963).
- 21 de outubro: Francisca Praguer Fróes, médica e feminista (m. 1931).

## Mortes
- 4 de abril: Joaquim Xavier Neves, militar e político (n. 1793).
- 10 de agosto: Afonso Luís Marques, escritor e poeta (n. 1847).
- 5 de setembro: Joaquim Mendes da Cruz Guimarães, político (n. 1799).